# Stuart (Nebraska)
Stuart – wieś w Stanach Zjednoczonych, w stanie Nebraska, w hrabstwie Holt.